# スコア〜フル・オーケストラ・ライヴ2006
『スコア〜フル・オーケストラ・ライヴ2006』(Score - 20th Anniversary World Tour) は、アメリカ合衆国のプログレッシブ・メタル・バンド、ドリーム・シアターが2006年に発表したライブ・アルバムおよびライブDVD。
2006年4月1日にニューヨークのラジオシティ・ミュージックホールで行われたフル・オーケストラとのライブを収録している。

## 収録曲

### CD
- Disc 1

1. ザ・ルート・オブ・オール・イーヴル - "The Root Of All Evil"
2. アイ・ウォーク・ビサイド・ユー - "I Walk Beside You"
3. アナザー・ウォン - "Another Won"
4. アフターライフ - "Afterlife"
5. アンダー・ア・グラス・ムーン - "Under A Glass Moon"
6. イノセンス・フェイデッド - "Innocence Faded"
7. レイズ・ザ・ナイフ - "Raise The Knife"
8. ザ・スピリット・キャリーズ・オン - "The Spirit Carries On"

- Disc 2

1. シックス・ディグリーズ・オブ・インナー・タービュランス - "Six Degrees Of Inner Turbulence"
2. ヴェイカント - "Vacant"
3. ジ・アンサー・ライズ・ウィズイン - "The Answer Lies Within"
4. サクリファイスド・サンズ - "Sacrificed Sons"

- Disc 3

1. オクタヴァリウム - "Octavarium"
2. メトロポリス - "Metropolis"

### DVD
- Disc 1

1. ザ・ルート・オブ・オール・イーヴル - "The Root Of All Evil"
2. アイ・ウォーク・ビサイド・ユー - "I Walk Beside You"
3. アナザー・ウォン - "Another Won"
4. アフターライフ - "Afterlife"
5. アンダー・ア・グラス・ムーン - "Under A Glass Moon"
6. イノセンス・フェイデッド - "Innocence Faded"
7. レイズ・ザ・ナイフ - "Raise The Knife"
8. ザ・スピリット・キャリーズ・オン - "The Spirit Carries On"
9. シックス・ディグリーズ・オブ・インナー・タービュランス - "Six Degrees Of Inner Turbulence"
10. ヴェイカント - "Vacant"
11. ジ・アンサー・ライズ・ウィズイン - "The Answer Lies Within"
12. サクリファイスド・サンズ - "Sacrificed Sons"
13. オクタヴァリウム - "Octavarium"
14. メトロポリス - "Metropolis"

- Disc 2

1. 20周年記念ドキュメンタリー - "The Score So Far..." 20th Anniversary Documentary
2. オクタヴァリウム・アニメーション - Octavarium Animation
3. ボーナス・ライヴ - Bonus Live
アナザー・デイ（東京 1993）- "Another Day" (Live in Tokyo – August 26, 1993)
グレート・ディベート（ブカレスト 2002）- "The Great Debate" (Live in Bucharest – July 4, 2002)
オナー・ザイ・ファーザー（シカゴ 2005）- "Honor Thy Father" (Live in Chicago – August 12, 2005)

## 参加ミュージシャン
- ジェイムズ・ラブリエ：ボーカル
- ジョン・ペトルーシ：エレクトリック・ギター、ダブルネック・ギター
- ジョン・マイアング：6弦ベース（エレクトリックベース）
- ジョーダン・ルーデス：キーボード、シンセサイザー、ラップ・スティール・ギター
- マイク・ポートノイ：ドラムス